# Gunnar Palmér
Gunnar Palmér, född den 30 januari 1930, är en svensk tidigare bandyspelare. Hans moderklubb var Heffners IF, men han spelade senare i Ljusdals BK, där han blev lagets förste spelare i svenska landslaget. Han spelade med i två världsmästerskap.
Palmér tilldelades utmärkelsen Stora Grabbar av Svenska Bandyförbundet som nummer 133.